# آلانزینیو
آلانزینیو (به پرتغالی: Alan Carlos Gomes da Costa) هافبک، هافبک اهل برزیل است که در شهر فلامینگو و در تاریخ ۲۲ فوریهٔ ۱۹۸۳ به دنیا آمده‌است.
آلانزینیو در تیم‌های فوتبال فلامینگو سابقهٔ حضور دارد.